# Chusquea perotensis
Espèce
Chusquea perotensis est une espèce de bambous ligneux endémique du Mexique. L'espèce se trouve uniquement sur le volcan Cofre de Perote (État de Veracruz) et dans une population très réduite au village de Calpulalpan dans l'État d'Oaxaca où on l'utilise dans la construction de clôtures et comme fourrage.